# Oncaea furcula
Oncaea furcula är en kräftdjursart som beskrevs av Farran 1936. Oncaea furcula ingår i släktet Oncaea och familjen Oncaeidae. Inga underarter finns listade i Catalogue of Life.